# Ligia natalensis
Ligia natalensis är en kräftdjursart som beskrevs av Walter E. Collinge 1920. Ligia natalensis ingår i släktet Ligia och familjen gisselgråsuggor. Inga underarter finns listade i Catalogue of Life.